# Saint-Martin-Terressus
Saint-Martin-Terressus, okzitanisch Sent Martin Tarrassos, ist eine Gemeinde in Frankreich. Sie gehört zur Region Nouvelle-Aquitaine, zum Département Haute-Vienne, zum Arrondissement Limoges und zum Kanton Saint-Léonard-de-Noblat. Der Taurion passiert die Ortschaft im Norden. Die Nachbargemeinden sind Ambazac im Nordwesten, Saint-Laurent-les-Églises im Nordosten, Le Châtenet-en-Dognon im Osten und im Südosten und Saint-Priest-Taurion im Südwesten und im Westen.

## Geschichte
Aus dem 10. Jahrhundert ist der Ortsname „Sancti Martini Terre Sul“ nachgewiesen. Spätere Namen waren „Sancti Martini de Terrassus“ und „Sancti Martini Terra Sudoris“, um das Jahr 1200.

### Bevölkerungsentwicklung
| Jahr      | 1962 | 1968 | 1975 | 1982 | 1990 | 1999 | 2008 | 2013 |
| --------- | ---- | ---- | ---- | ---- | ---- | ---- | ---- | ---- |
| Einwohner | 576  | 509  | 445  | 439  | 456  | 475  | 540  | 567  |

## Sehenswürdigkeiten
- Schloss Plantadis, konstruiert zwischen 1860 und 1880

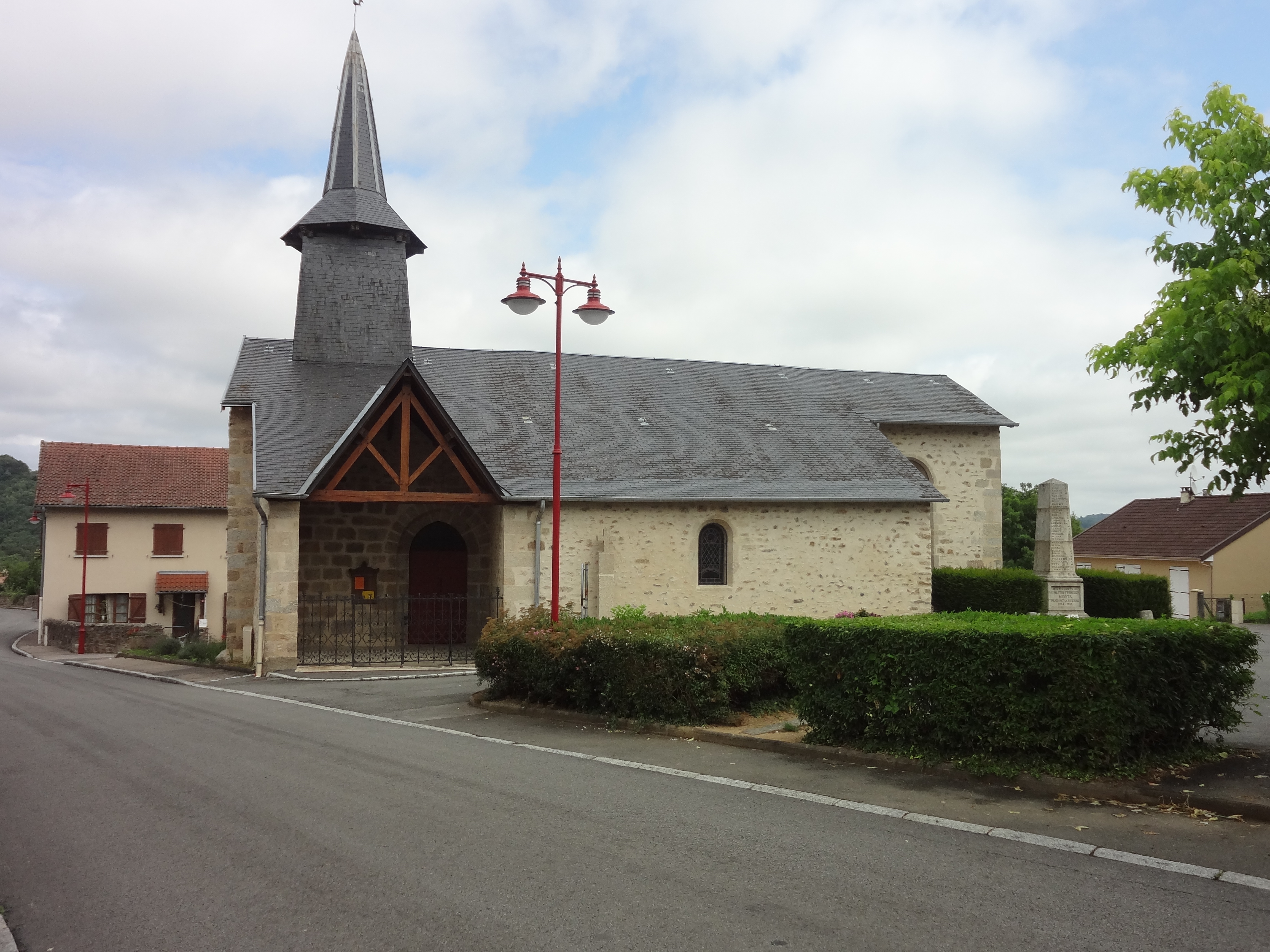
Kirche Saint-Martin

- Kirche Saint-Martin
- Kriegerdenkmal